# Dragutin Šurbek

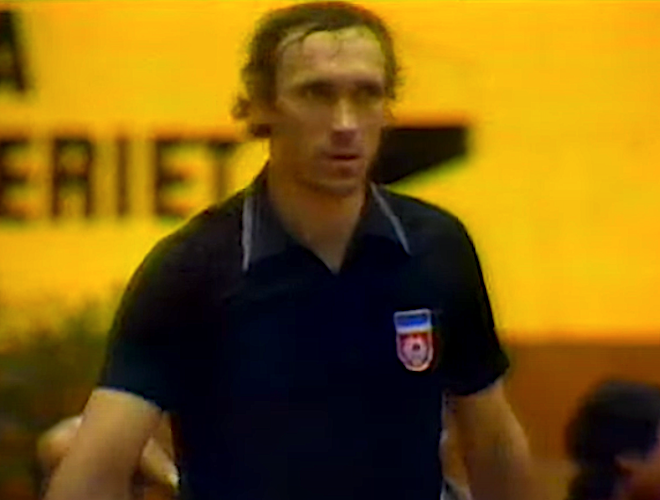
Dragutin Šurbek, 1981

Dragutin Šurbek (* 8. August 1946 in Zagreb; † 15. Juli 2018 ebenda) war ein jugoslawischer bzw. kroatischer Tischtennisspieler und -trainer, der in den 1960er, 1970er und 1980er Jahren zu den besten der Welt gehörte und zweimal Weltmeister im Doppel wurde.

## Übersicht
Dragutin Šurbek kam erst 1961 – als bereits 15-Jähriger – mit Tischtennis in Kontakt, als er in den Ferien in Senta an der Versuchsschule war und dort von Vilim Harangoz unterrichtet wurde. Trotzdem gewann er bereits 2 Jahre später mit seinem Team bei der Jugend-Europameisterschaft den Titel im Mannschaftswettbewerb. Ein Jahr später – nun schon bei den Senioren – gewann er mit dem jugoslawischen Team die Silbermedaille bei den Europameisterschaften 1964.
1968 wurde Šurbek in Lyon Europameister im Herreneinzel. In den Jahren danach folgte eine Vielzahl von internationalen Titeln und Platzierungen im Einzel, Doppel und mit der Mannschaft. Er spielte in Jugoslawien bei den Vereinen TTC Poštar Zagreb und GSTK VJESNIK Zagreb und ab 1977 auch einige Jahre in der deutschen Bundesliga (TTC Calw, 1980–1982 ATSV Saarbrücken, danach mit TTC Esslingen in der 1. und 2. Bundesliga).
Šurbek war – im positiven Sinn – vom Tischtennis besessen. Als Jugendlicher waren ihm die – offiziellen – sechs Stunden Training am Tag zu wenig, er stieg mit einem Freund durch ein Fenster nachts in die Turnhalle ein und trainierte weiter. Am Anfang seiner Karriere spielte er für die jugoslawische Nationalmannschaft. Im letzten Jahr seiner Karriere spielte er – zusammen mit seinem Sohn – für die kroatische Nationalmannschaft.
Šurbek gehörte zu den wenigen Spielern, denen es gelang, noch im Alter von über 40 Jahren professionelle sportliche Leistungen zu erbringen. So nahm er noch als 45-Jähriger für Kroatien an den Europameisterschaften in Stuttgart teil und qualifizierte sich im gleichen Jahr – inzwischen sogar 46 Jahre alt – für die Olympischen Sommerspiele 1992 in Barcelona.

## Spielweise und bedeutendste Erfolge
Šurbek war ein Angriffsspieler, der vor allem aus der Halbdistanz und Distanz mit sicherem Spinspiel agierte und bekannt für seine läuferischen Qualitäten war.
In der Defensive spielte er häufig eine sehr sichere Ballonabwehr aus der weiten Distanz (hierbei werden Vorhand-Schüsse des Gegners mit extrem hohen Bällen, welche mit möglichst starkem Vorwärtsdrall gespielt werden, retourniert) und konnte sich so auch aus einer scheinbar aussichtslosen Position noch retten.
Seine eher durch Technik und Taktik als durch wuchtige Schläge bestimmte Spielweise stand ihm im Einzelwettbewerb im immer schneller werdenden Spiel zunehmend im Wege, machte ihn aber zusammen mit seinem beidhändig starken Spiel und seiner Spielübersicht zu einem sehr guten und gefragten Doppelpartner für vorhanddominierte Angriffsspieler. Seine größten Erfolg feierte er deshalb auch im Herren-Doppel. Bei der Tischtennisweltmeisterschaft 1979 in Pjöngjang gewann er den Titel mit Antun Stipančić. 4 Jahre später gelang ihm dies bei der Tischtennisweltmeisterschaft 1983 in Tokio erneut – diesmal an der Seite von Zoran Kalinić.
Doch auch im Einzel konnte er bedeutende Erfolge vorweisen – wenn auch nicht bei den Weltmeisterschaften. So gewann er neben der Europameisterschaft im Einzel 1968 zwei Mal das stets überaus hochklassig besetzte Europe Top 12 Turnier (1976 und 1979), das zu dieser Zeit noch im Modus „Jeder gegen Jeden“ ausgetragen wurde (siehe auch Europäisches Ranglistenturnier (Tischtennis)). Zwischen 1971 und 1985 nahm er insgesamt 13 mal an diesem Turnier teil und erreichte 7 mal Platz 1 bis 3.
Er spielte ein nach ihm benanntes Allround-Holz mit 2-mal Butterfly Sriver in maximaler Belagstärke.

## Privat
Šurbek hatte mit seiner Ehefrau Jelena zwei Söhne. Der jüngere heißt ebenfalls Dragutin (* 8. November 1977), er hat schon mehrmals für Kroatien an Tischtennisweltmeisterschaften teilgenommen und wechselte 1998 von STK Zagreb in die 2. Bundesliga zu Team Galaxis Lübeck und 2000 in die 1. Bundesliga zu TTC Frickenhausen.

## Erfolge

### Teilnahme an Tischtennisweltmeisterschaften
- 1969 in München
  - 3. Platz mit Herrenteam
- 1971 in Nagoya
  - 3. Platz Einzel
  - 3. Platz mit Herrenteam
- 1973 in Sarajevo
  - 3. Platz Einzel
  - 3. Platz Doppel mit Anton Stipančić
- 1975 in Kalkutta
  - 2. Platz mit Herrenteam
  - 2. Platz Doppel mit Anton Stipančić
- 1977 in Birmingham
  - 3. Platz Doppel mit Anton Stipančić
- 1979 in Pjöngjang
  - 1. Platz Doppel mit Anton Stipančić
- 1981 in Novi Sad
  - 3. Platz Einzel
  - 3. Platz Doppel mit Anton Stipančić
- 1983 in Tokio
  - 1. Platz Doppel mit Zoran Kalinić

### Teilnahme an Europameisterschaften
- 1968 in Lyon
  - 1. Platz Einzel
  - 3. Platz mit Herrenteam
- 1970 in Moskau
  - 1. Platz Doppel mit Anton Stipančić
  - 2. Platz mit Herrenteam
- 1972 in Rotterdam
  - 2. Platz mit Herrenteam
- 1974 in Novi Sad
  - 3. Platz Einzel
  - 3. Platz Doppel mit Anton Stipančić
  - 3. Platz mit Herrenteam
- 1976 in Prag
  - 1. Platz mit Herrenteam
  - 3. Platz Doppel mit Anton Stipančić
- 1978 in Duisburg
  - 3. Platz Doppel mit Anton Stipančić
- 1980 in Bern
  - 2. Platz Doppel mit Anton Stipančić
- 1982 in Budapest
  - 3. Platz mit Herrenteam
  - 1. Platz Doppel mit Zoran Kalinić
  - 2. Platz Mixed mit Branka Batinić
- 1984 in Moskau
  - 1. Platz Doppel mit Zoran Kalinić
  - 3. Platz Mixed mit Branka Batinić
- 1986 in Prag
  - 3. Platz Herren-Doppel mit Zoran Kalinić
  - 3. Platz Mixed mit Branka Batinić
- 1992 in Stuttgart
  - Start für Kroatien[6]

### Teilnahme am Europäischen Ranglistenturnier Top-12
- 1971 3. Platz – Zadar (CRO)
- 1972 3. Platz – Zagreb
- 1973 2. Platz – Böblingen
- 1974 5. Platz – Trolihättan (SWE)
- 1975 4. Platz – Wien
- 1976 1. Platz – Lübeck
- 1977 2. Platz – Sarajevo
- 1978 7. Platz – Prag
- 1979 1. Platz – Kristianstad (SWE)
- 1980 8. Platz – München
- 1981 3. Platz – Miskolc (HUN)
- 1984 9. Platz – Bratislava
- 1985 7. Platz – Barcelona

## Turnierergebnisse
| Verband | Veranstaltung                         | Jahr | Ort           | Land | Einzel        | Doppel           | Mixed         | Team |
| ------- | ------------------------------------- | ---- | ------------- | ---- | ------------- | ---------------- | ------------- | ---- |
| YUG     | Balkan Meisterschaft                  | 1973 | Sombor        | YUG  | Gold          | Gold             | Gold          | 1    |
| YUG     | Balkan Meisterschaft                  | 1970 | Sofia         | BUL  | Halbfinale    | Gold             |               | 1    |
| YUG     | Balkan Meisterschaft                  | 1968 | Skopje        | YUG  | Gold          | Gold             |               | 1    |
| YUG     | Balkan Meisterschaft                  | 1967 | Antalya       | TUR  | Gold          | Silber           |               | 1    |
| YUG     | Balkan Meisterschaft                  | 1966 | Brasov        | ROU  | Halbfinale    | Gold             |               | 1    |
| YUG     | Balkan Meisterschaft                  | 1964 | Athen         | GRE  | Gold          |                  |               |      |
| YUG     | Europameisterschaft                   | 1986 | Prag          | TCH  | letzte 16     | Halbfinale       | Halbfinale    |      |
| YUG     | Europameisterschaft                   | 1984 | Moskau        | URS  | Halbfinale    | Gold             | Halbfinale    |      |
| YUG     | Europameisterschaft                   | 1982 | Budapest      | HUN  | letzte 16     | Gold             | Silber        |      |
| YUG     | Europameisterschaft                   | 1980 | Bern          | SUI  |               | Silber           |               |      |
| YUG     | Europameisterschaft                   | 1978 | Duisburg      | FRG  | letzte 16     | Halbfinale       |               |      |
| YUG     | Europameisterschaft                   | 1976 | Prag          | TCH  | letzte 16     | Halbfinale       |               | 1    |
| YUG     | Europameisterschaft                   | 1974 | Novi Sad      | YUG  | Halbfinale    | Halbfinale       |               |      |
| YUG     | Europameisterschaft                   | 1972 | Rotterdam     | NED  |               | Viertelfinale    | Viertelfinale | 2    |
| YUG     | Europameisterschaft                   | 1970 | Moskau        | URS  |               | Gold             |               | 2    |
| YUG     | Europameisterschaft                   | 1968 | Lyon          | FRA  | Gold          |                  |               |      |
| YUG     | Europameisterschaft                   | 1966 | London        | ENG  | letzte 16     |                  |               |      |
| YUG     | Europameisterschaft                   | 1964 | Malmö         | SWE  |               |                  |               | 2    |
| YUG     | Jugend-Europameisterschaft (Junioren) | 1963 | Duisburg      | FRG  |               |                  |               | 1    |
| YUG     | EURO-TOP12                            | 1985 | Barcelona     | ESP  | 7             |                  |               |      |
| YUG     | EURO-TOP12                            | 1984 | Bratislava    | TCH  | 9             |                  |               |      |
| YUG     | EURO-TOP12                            | 1981 | Miskolc       | HUN  | 3             |                  |               |      |
| YUG     | EURO-TOP12                            | 1980 | München       | FRG  | 8             |                  |               |      |
| YUG     | EURO-TOP12                            | 1979 | Kristianstad  | SWE  | 1             |                  |               |      |
| YUG     | EURO-TOP12                            | 1978 | Prag          | TCH  | 7             |                  |               |      |
| YUG     | EURO-TOP12                            | 1977 | Sarajevo      | YUG  | 2             |                  |               |      |
| YUG     | EURO-TOP12                            | 1976 | Lübeck        | FRG  | 1             |                  |               |      |
| YUG     | EURO-TOP12                            | 1975 | Wien          | AUT  | 4             |                  |               |      |
| YUG     | EURO-TOP12                            | 1974 | Trollhatten   | SWE  | 5             |                  |               |      |
| YUG     | EURO-TOP12                            | 1973 | Böblingen     | FRG  | 2             |                  |               |      |
| YUG     | EURO-TOP12                            | 1972 | Zagreb        | YUG  | 3             |                  |               |      |
| YUG     | EURO-TOP12                            | 1971 | Zadar         | YUG  | 3             |                  |               |      |
| HRV     | Mittelmeer-Spiele                     | 1993 | Meze          | FRA  |               | Silber           |               |      |
| YUG     | Mittelmeer-Spiele                     | 1979 | Hvar Split    | YUG  | Gold          | Silber           |               | 1    |
| HRV     | Olympische Spiele                     | 1992 | Barcelona     | ESP  | keine Teiln.  | sofort ausgesch. |               |      |
| HRV     | Pro Tour                              | 1998 | Zagreb        | HRV  |               | letzte 16        |               |      |
| HRV     | Weltmeisterschaft                     | 1993 | Göteborg      | SWE  | letzte 128    | letzte 64        | letzte 128    | 35   |
| YUG     | Weltmeisterschaft                     | 1985 | Göteborg      | SWE  | letzte 16     | letzte 32        | letzte 16     | 6    |
| YUG     | Weltmeisterschaft                     | 1983 | Tokio         | JPN  | letzte 16     | Gold             | letzte 16     | 9    |
| YUG     | Weltmeisterschaft                     | 1981 | Novi Sad      | YUG  | Halbfinale    | Halbfinale       | Halbfinale    | 7    |
| YUG     | Weltmeisterschaft                     | 1979 | Pyongyang     | PRK  | letzte 16     | Gold             | keine Teiln.  | 9    |
| YUG     | Weltmeisterschaft                     | 1977 | Birmingham    | ENG  | Viertelfinale | Halbfinale       | keine Teiln.  | 8    |
| YUG     | Weltmeisterschaft                     | 1975 | Calcutta      | IND  | Viertelfinale | Silber           | letzte 64     | 2    |
| YUG     | Weltmeisterschaft                     | 1973 | Sarajevo      | YUG  | Halbfinale    | Halbfinale       | letzte 64     | 6    |
| YUG     | Weltmeisterschaft                     | 1971 | Nagoya        | JPN  | Halbfinale    | Viertelfinale    | letzte 32     | 3    |
| YUG     | Weltmeisterschaft                     | 1969 | München       | FRG  | letzte 16     | Viertelfinale    | letzte 32     | 3    |
| YUG     | Weltmeisterschaft                     | 1967 | Stockholm     | SWE  | letzte 128    | letzte 32        | letzte 64     | 7    |
| YUG     | Weltmeisterschaft                     | 1965 | Ljubljana     | YUG  | letzte 64     | Viertelfinale    | Scratched     | 4    |
| YUG     | World Cup                             | 1986 | Port of Spain | TRI  | 15            |                  |               |      |
| YUG     | World Cup                             | 1983 | Barbados      | 0    | 8             |                  |               |      |
| YUG     | World Cup                             | 1980 | Hong Kong     | HKG  | 13            |                  |               |      |

## Philatelie
Die Post in Zagreb Kroatien verwendete folgenden Sonderstempel: 4. Februar 2002: Tischtenniseuropameisterschaft 2002, Šurbek Stipančić.